# Compagnie du Jura industriel

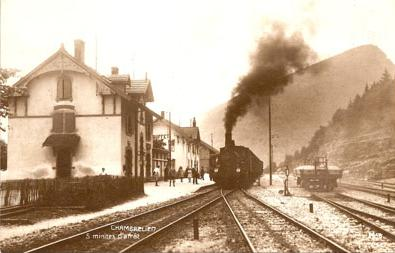
Die Züge machen in Chambrelien eine Spitzkehre, um den Höhenunterschied zwischen Neuenburg und Convers zu überwinden.

Die Compagnie du Jura industriel (JI) ist eine ehemalige schweizerische Eisenbahngesellschaft. Sie existierte von 1857 bis 1875 und betrieb die Bahnstrecke Neuchâtel–La Chaux-de-Fonds–Le Locle.
Das Ziel der Jura industriel war es, das Uhrenindustriegebiet des Neuenburger Juras durch eine Eisenbahnstrecke an den Kantonshauptort Neuenburg anzuschliessen.

## Geschichte

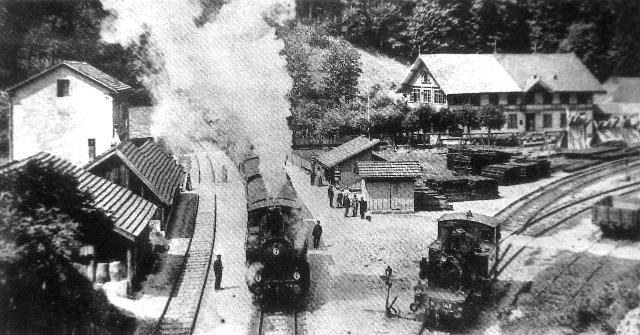
Der in Convers eingefahrene Zug ist nach Neuenburg unterwegs. Rechts wartet eine Lokomotive der Jura–Bern–Luzern auf die Wagengruppe aus La Chaux-de-Fonds, um die Fahrt nach Biel anzutreten.

Im Jahr 1853 zeichnete sich ab, dass sich der Kanton Neuenburg über die Strecke der Compagnie Franco-Suisse an das Netz Frankreichs anschliessen möchte. Die Compagnie du Jura industriel erhielt im Jahr 1854 die kantonale Konzession, um auch Le Locle und La Chaux-de-Fonds in Neuenburg an das Schweizer Netz anzubinden.
Für den Bau der rund 40 Kilometer langen Strecke wurde als Berater Niklaus Riggenbach beigezogen. Das Trassee ab Neuenburg folgt einer gleichmässigen Steigung von 27 ‰ bis zur Spitzkehre in Chambrelien und dann entlang des Hanges des Val de Ruz und durch zwei Tunnel hinauf nach La Chaux-de-Fonds. Ab dort fällt die Linie mit 25 ‰ nach Le Locle ab.
Noch im Jahr 1854 begann der Bahnbau, und am 2. Juli 1857 wurde als erste Etappe die gut 7 Kilometer lange Strecke von La-Chaux-de-Fonds nach Le Locle eröffnet.
Am 27. November 1859 folgte die Strecke von La Chaux-de-Fonds nach Convers beim Nordportal des 3259 Meter langen Loges-Tunnels. Vier Tage später, am 1. Dezember, konnte die Strecke von Neuenburg nach Les Hauts-Geneveys am Südportal des Tunnels eröffnet werden. Ausgangs Neuchâtel konnte die JI ein bereits gebautes Trassee benutzen, das für die Linie nach Pontarlier vorgesehen war. Wegen geänderter Linienführung der Franco-Suisse während des Baus fand dieses Teilstück aber nicht seine vorgesehene Verwendung. Die Eröffnung der ganzen Strecke von Neuchâtel nach Le Locle erfolgte am 15. Juli 1860.

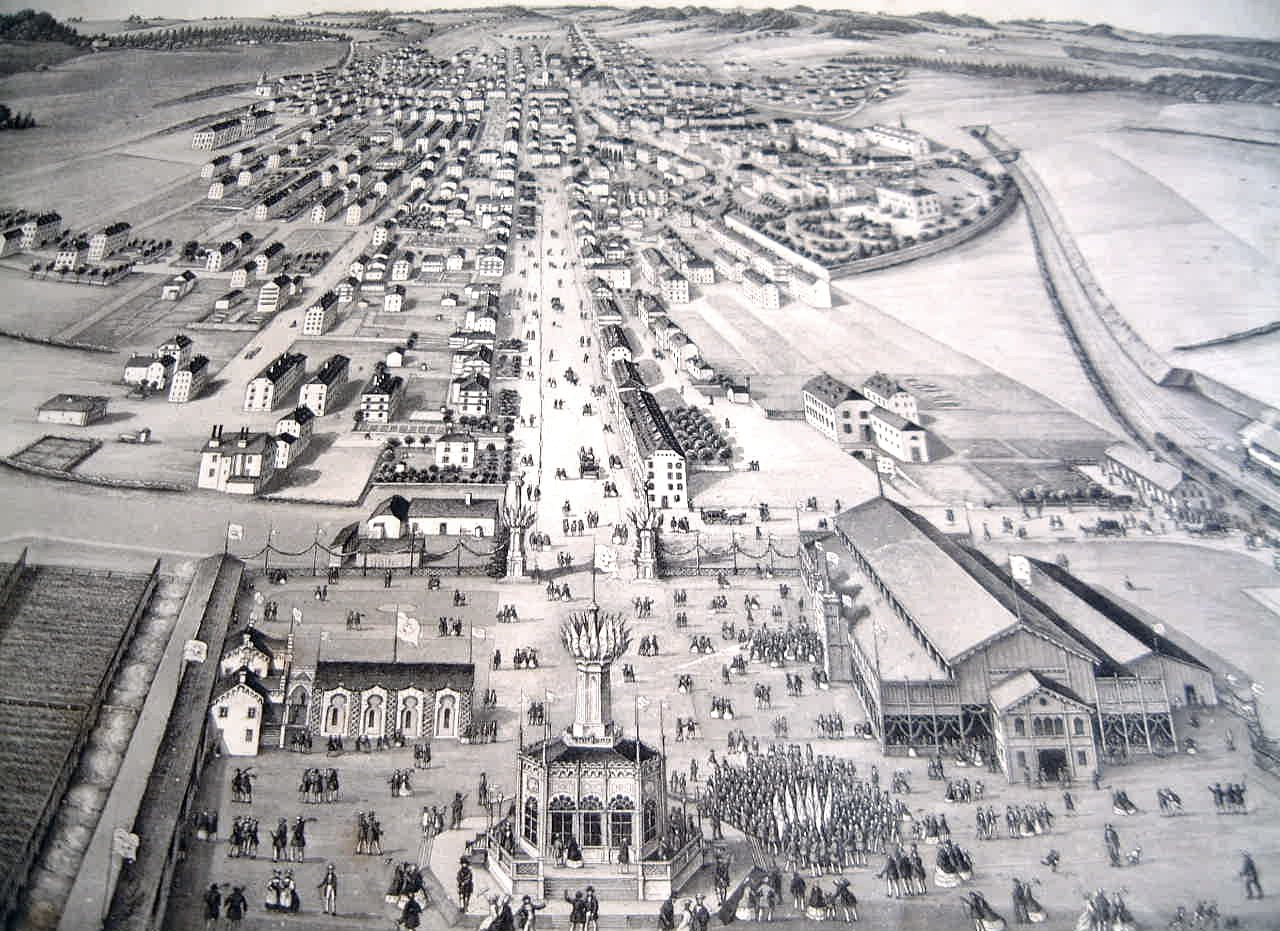
Ankunft des Zuges aus dem Jura industriel 1863 in La Chaux-de-Fonds zum Schützenfest.

Im Jahr 1863 war sie einer der Höhepunkte des Schützenfests in La Chaux-de-Fonds, indem sie die Schützen aus dem Schweizer Mittelland brachte.
Die Stationsgebäude waren alle aus Holz gebaut, ausser demjenigen von La Chaux-de-Fonds, welches zusätzlich als Direktionszentrum der JI aus Stein errichtet wurde.
Das Unternehmen geriet kurz nach der Eröffnung der Gesamtstrecke, nicht zuletzt aufgrund grosser Zinslasten, in Zahlungsschwierigkeiten, und am 3. Januar 1861 wird der Konkurs eröffnet. Der Kanton betrieb die Bahn weiter, und im Januar 1865 konnte eine neue Jura industriel die Nachfolge antreten. Zehn Jahre später lehnte das  Stimmvolk des Kantons Neuenburg den Rückkauf der Bahn ab, und das Unternehmen entschied sich für den Verkauf per 1. Mai 1875 an die am 30. April 1874 gegründeten Chemins de fer du Jura bernois (JB), später Jura-Bern-Luzern (JBL).
Im Jahre 1884 wurde die von Anfang an vorgesehene Fortsetzung der Strecke von Le Locle zum Col des Roches und weiter nach Besançon eröffnet. 1890 nahm der Régional des Brenets (RdB) den Verkehr auf seiner Schmalspurstrecke zwischen Le Locle und Les Brenets auf.
Die JBL vermochte offenbar den lokalen Erwartungen nicht gerecht zu werden, und so führte eine erneute Volksabstimmung am 29. Juni 1884 zum Beschluss, die Bahn durch den Kanton zurückzukaufen. Per 1. Januar 1886 ging der Betrieb an die Neuenburger Jurabahn über.

## Rollmaterial
Der Maschinenpark der Jura industriel bestand ausschliesslich aus Engerth-Lokomotiven, die sich andernorts auf steigungsreichen Linien bewährt hatten. Da die ersten drei Lokomotiven aufgrund ihrer geringen Zugkraft den Anforderungen keineswegs genügten, wurden sie später auf anderen Linien und ab 1877 im Rangierdienst benützt und frühzeitig ausrangiert.
| Bezeichnung                                  | JI-Nr. | Name           | JBL-Nr. ab 1875 | JN-Nr. ab 1886 | SBB-Nr. ab 1913 | Hersteller         | Baujahr | ausrangiert | Bild   |
| -------------------------------------------- | ------ | -------------- | --------------- | -------------- | --------------- | ------------------ | ------- | ----------- | ------ |
| A ab 1875: AI ab 1887: B2E (ab 1902: Ec 2/5) | 1      | Le Père Fritz  | 41              | –              | –               | Esslingen          | 1856    | 1883        | Ed 2/5 |
| A ab 1875: AI ab 1887: B2E (ab 1902: Ec 2/5) | 2      | Le Jura        | 42              | 42             | –               | Esslingen          | 1856    | 1888        | Ed 2/5 |
| A ab 1875: AI ab 1887: B2E (ab 1902: Ec 2/5) | 3      | Jean Richard   | 43              | –              | –               | Esslingen          | 1858    | 1883        | Ed 2/5 |
| B ab 1875: CI ab 1887: D3E ab 1902: Ed 3/5   | 4      | Père Vielle    | 141             | 141            | –               | Werkstätte der SCB | 1859    | 1905        | E 3/5  |
| B ab 1875: CI ab 1887: D3E ab 1902: Ed 3/5   | 5      | Montagnarde    | 142             | 142            | –               | Werkstätte der SCB | 1859    | 1898        | E 3/5  |
| B ab 1875: CI ab 1887: D3E ab 1902: Ed 3/5   | 7      | Vignoble       | 143             | 143            | –               | Werkstätte der SCB | 1859    | 1904        | E 3/5  |
| B ab 1875: CI ab 1887: D3E ab 1902: Ed 3/5   | 6      | Chaux-de-Fonds | 144             | 144            | 8799            | Esslingen          | 1873    | 1914        | Ed 3/5 |
| B ab 1875: CI ab 1887: D3E ab 1902: Ed 3/5   | 8      | Locle          | 145             | 145            | –               | Esslingen          | 1873    | 1912        | Ed 3/5 |

Wegen finanziellen Schwierigkeiten der JI konnten die bestellten Lokomotiven B Nummern 4 bis 7 nicht vollständig bezahlt werden, weshalb die SCB die Lok Nummer 6 zurückbehielt und selbst verwendete.